# Стрелковое
Стрелко́вое (до 1945 года — Чокра́к, укр. Стрілкове, крымскотат. Çoqraq, Чокъракъ) — село в Генической городской общине Генического района Херсонской области Украины. Население — 1415 человек (2013).
Село расположено в северной части косы Арабатская стрелка полуострова Крым, на границе с Ленинским районом Крымской республики, является самым южным населённым пунктом Херсонской области. Село является курортом на побережье Азовского моря и имеет значительное количество пансионатов и баз отдыха. К югу от села находится Стрелковое газовое месторождение на шельфе Азовского моря, рядом с селом находится компрессорная станция на газопроводе «Стрелково — Джанкой — Симферополь».

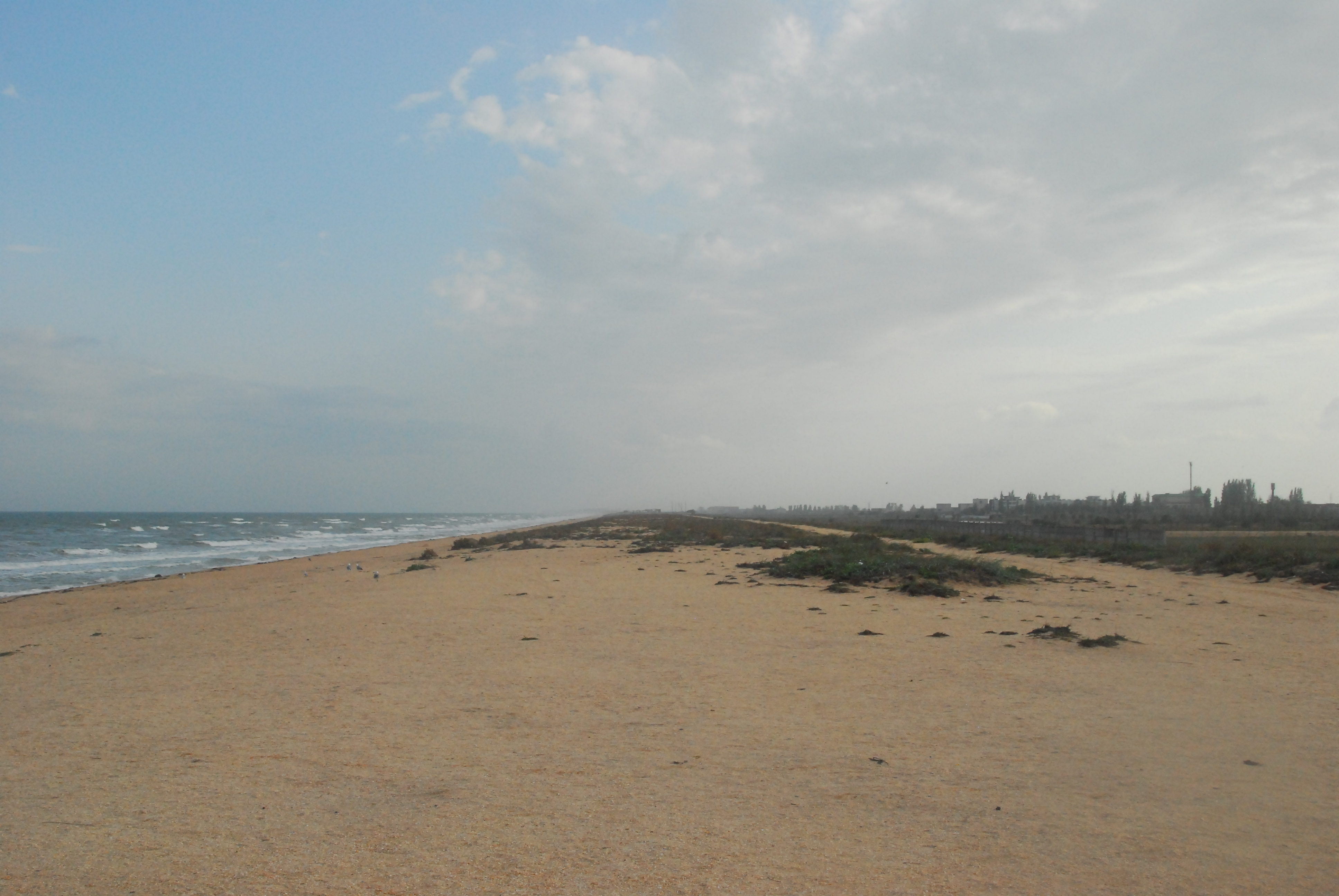

Стрелковое основано в 1835 году при строительстве почтовой дороги на Арабатской стрелке.

## История

### Основание и первые поселенцы
Прежнее название села Чокрак происходит от крымскотатарского слова çoqraq, которое означает источник. Это название происходит от урочища Чокрак, которое получило своё название в честь большого количества пресных водоёмов и источников, расположенных вокруг него. Урочище Чокрак впервые обозначено на карте ещё в 1817 году. В 1825 году мимо урочища Чонгар в Таганрог ехал российский император Александр I.
Село основано в 1835 году. Первые поселенцы прибыли на место современного села после открытия почтового тракта Мелитополь — Феодосия, одна из пяти почтовых станций Тревогинская находилась в конце современного Стрелкового.
Первыми жителями села были беженцы — русские, которые жили в землянках и занимались рыболовством. Впоследствии всем оседлым жителям Арабатской стрелки власть Российской империи предоставила вид на жительство.
Перед Крымской войной в селе Чокрак находились трактиры и казармы. В ходе войны в июне 1855 года село, как и большинство населённых пунктов Арабатской стрелки, было практически полностью уничтожено в результате бомбардировки с кораблей союзников. Несмотря на это, российским войскам удалось предотвратить высадку десанта на Арабатской стрелке.
По состоянию на 1876 год на месте современного Стрелкового находилась почтовая станция Тревогинская и ряд хуторов вокруг неё.
13 (25) декабря 1879 года в селе Чокрак был освящён храм в честь святителя Николая, построенный из самана.
В 1899 году с разрешения министра государственного имущества Алексея Ермолова в село Чокрак переезжают ещё четыре семьи — садоводы из Киевской губернии во главе с Александром Ивановичем Нечипуренко. Впоследствии садоводы-переселенцы вырастили в селе абрикосовый сад, плантацию роз и т. д. Столыпинская реформа 1906—1911 годов способствовала наплыву новых переселенцев. По Статистическому справочнику Таврической губернии. Ч.II-я. Статистический очерк, выпуск пятый Феодосийский уезд, 1915 год, в урочище Чокрак Владиславской волости Феодосийского уезда числилось 110 дворов (все дворы с землёй) с русским населением в количестве 615 человек только «посторонних», из которых 310 мужчин и 315 женщин. Жители владели 3188 десятинами удобной земли. В хозяйствах имелось 91 лошадь, 61 вол, 36 коров и 426 голов овец, свиней, или коз.
В селе Чокрак также действовал соляной промысел, который имел собственный деревянный причал. Соль на этом промысле мололи вручную. Промысел был собственностью семьи Каминских, однако впоследствии был заброшен владельцами и не восстанавливался.
С 1921 по 1930 годы входило в Феодосийский район, с 1930 по 1955 годы — в Джанкойский район.

### События 2014 года
15 марта 2014 года, по сообщению премьер-министра Крыма Сергея Аксёнова, группа лиц, представившихся сотрудниками Погранслужбы Украины, якобы попыталась повредить газопровод на Арабатской стрелке. В связи с этим Аксёнов обратился к командующему Черноморским флотом России с просьбой взять под охрану газораспределительную станцию, находящуюся на Арабатской стрелке южнее посёлка Стрелковое «с целью обеспечения энергетической безопасности Автономной Республики Крым и бесперебойного функционирования объектов жизнеобеспечения». По сообщениям украинских СМИ, в тот же день российские войска захватили территорию украинской газораспределительной станции в северной части Арабатской стрелки близ Стрелкового. Несколько месяцев фактическая граница контроля между Россией и Украиной проходила по южной границе села Стрелковое, что севернее границы между Херсонской областью и Республикой Крым/АР Крым. В декабре 2014 года Государственная пограничная служба Украины сообщила, что российские войска оставили контролируемые ими газокомпрессорную станцию и газодобывающие вышки в акватории Азовского моря, отойдя на линию прежней административной границы между Херсонской областью и Автономной Республикой Крым южнее территории Стрелковского сельсовета.
В ходе Вторжения России на Украину с 24 февраля 2022 года населённый пункт находится под российской оккупацией.

## География
Село расположено в северной части косы Арабатская стрелка, с запада омывается водами залива Сиваш, на востоке имеет пляжи на побережье Азовского моря. Через село с севера на юг вдоль Арабатской стрелки проходит дорога с твёрдым покрытием, которая в северной стороне ведёт в районный центр Геническ, а в южной стороне заканчивается возле компрессорной станции. Далее до села Соляного в южной части косы в 80 километрах от Стрелкового идёт только грунтовая дорога с плохим покрытием.
Расстояние до Геническа — 28 километров, до Киева — 573 километра. Село является самым южным и самым отдалённым от Херсона населённым пунктом области (расстояние по автодорогам почти 250 километров).

### Полезные ископаемые
Местность богата природным газом и термальными водами. Стрелковое газовое месторождение расположено на шельфе Азовского моря в 5 километрах юго-западнее села. Это старейшее месторождение на нынешней территории Украины: разработка месторождения началась в 1970 году. В 1976 году месторождение было подключено к магистральной системе газоснабжения — таким образом, крымская сеть газопроводов была объединена с магистральной. В 1981 году месторождение получило ледостойкую платформу, а в 2011 году был проведён капитальный ремонт скважин, что позволило повысить добычу газа в 13 раз — с 10 до 130 тыс. м³ в сутки. Для обслуживания газового месторождения в селе установлена компрессорная станция, которая обеспечивает газом Генический район. Ранее недостающие объёмы газа для Геническа поставлялись реверсом из газохранилища Крыма. В 2015 году крымская сторона перестала принимать газ с территории Генического района.
В Стрелковом также есть ценные для региона источники воды. В самом селе и на юге от него находится ряд артезианских скважин и колодцев, на которых базируется всё водоснабжение района, включая город Геническ. Вода вблизи села находится в закарстованных известняках на глубине в несколько десятков метров. Эти источники входят в неогеновый водоносный комплекс, который простирается на север Херсонской области. Первый водозабор, который снабжает водой Геническ, был построен в селе ещё в 1893 году, позже на Арабатской стрелке был построен ещё один водозабор и ряд одиночных скважин. Вода из артезианских скважин в Стрелковом питьевая и чистая, в отличие от колодцев, где вода солоноватая.
Кроме того, вблизи Стрелкового есть и ценные месторождения термальных йодобромных вод. Район села входит в Северо-Сивашское месторождение термальных вод, которое простирается до северного Крыма. Вода извлекается из скважин на глубине более 1,5 км при температуре 55-65 °C и имеет ряд ценных свойств.

### Климат
Арабатская стрелка характеризуется умеренно континентальным климатом, курортный сезон длится со второй половины весны до начала осени. Влажных дней в году лишь 41, однако нередки ливни.
Зима на Арабатской стрелке достаточно тёплая, температура держится не ниже −2,4 — 3,2 °, количество осадков зимой составляет около 40 мм в месяц, один-два дня в месяц могут быть сильные ветры, преимущественно восточных направлений. Весной температура воздуха достигает 14-16 °, среднемесячное количество осадков за год — около 50 мм, ветры такие же, как и зимой. Средняя температура воздуха летом — 23-23,8 °, осадков от 20 до 45 мм в месяц, ветреных дней от 0,8 до 1 в месяц. Осенью температура снижается, осадков меньше (10-25 мм в месяц), ветры (преимущественно западного направления) наблюдаются 2-3 дня в месяц.
Зимой Азовское море вблизи Арабатской стрелки может покрываться льдом, а температура воды — опускаться ниже нуля. С марта вода прогревается, и в мае её температура составляет 16-18 °. Летом температура в тёплые дни может достигать 30-32 °, однако во второй половине августа она начинает снижаться и падает до 6-10 ° осенью.

## Население
Население по переписи 2001 года составляло 1372 человека.
Из них 26,17 % указали родным языком украинский, 67,2 % — русский, 2,62 % — крымскотатарский, а 4,01 % — другие.
По состоянию на 2013 год население села составляет 1415 человек (в 2012 году в селе проживал 1461 человек). Структура жителей села по возрасту и занятостью такая:
- детей дошкольного возраста — 115;
- детей школьного возраста — 146;
- граждан пенсионного возраста — 440;
- трудоспособное население — 671;
- количество официально работающих — 425.

В 2012 году зафиксировано 16 рождений и 24 смерти, показатель естественного прироста составляет −5,7.

## Галерея

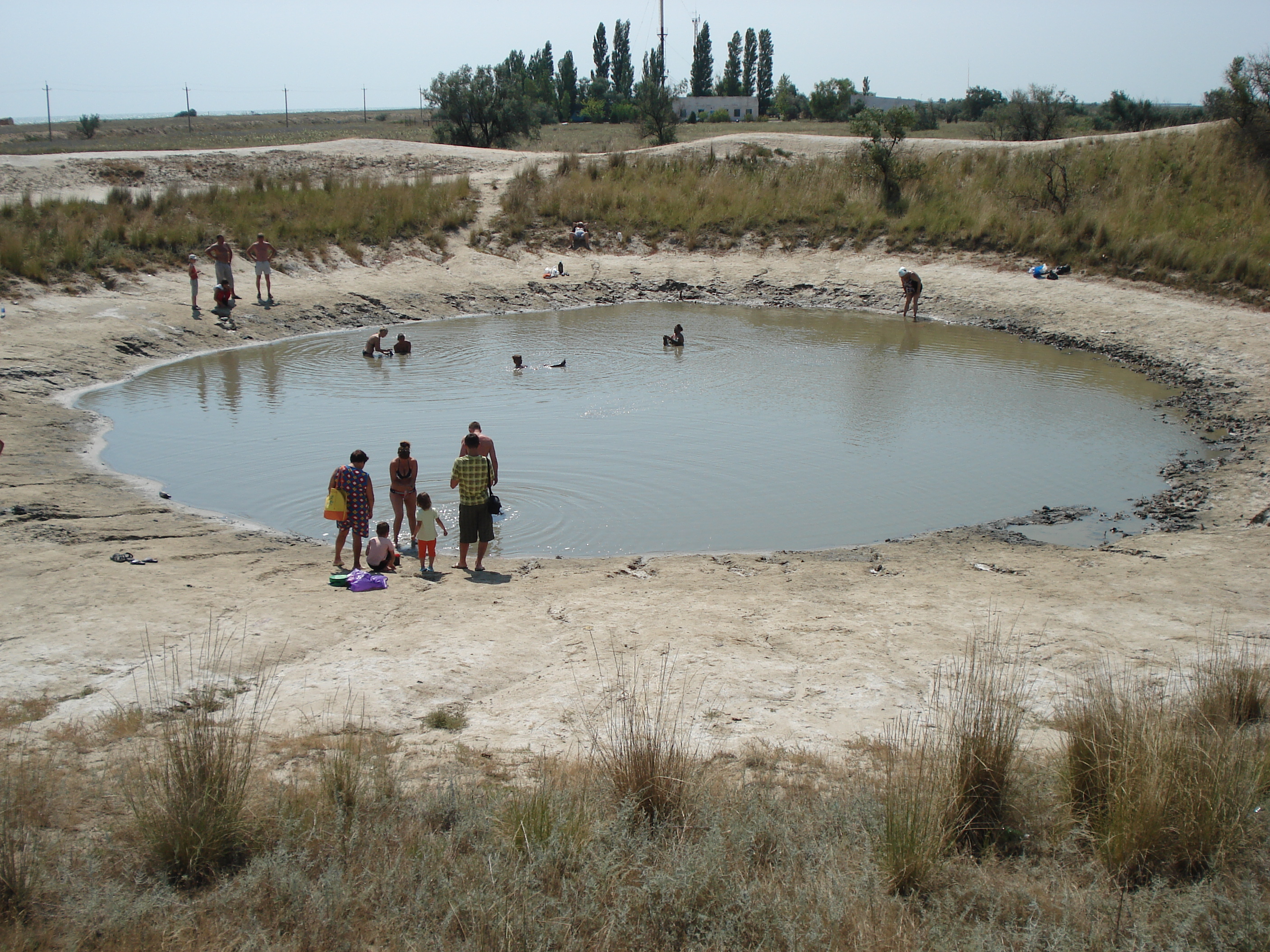
Радоновый источник «Колизей»
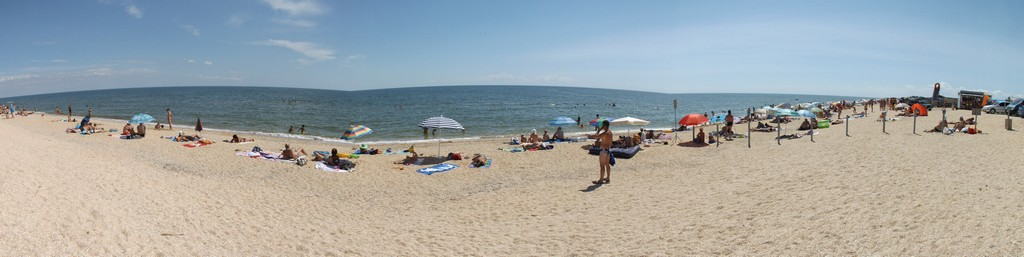
Пляж Азовского моря
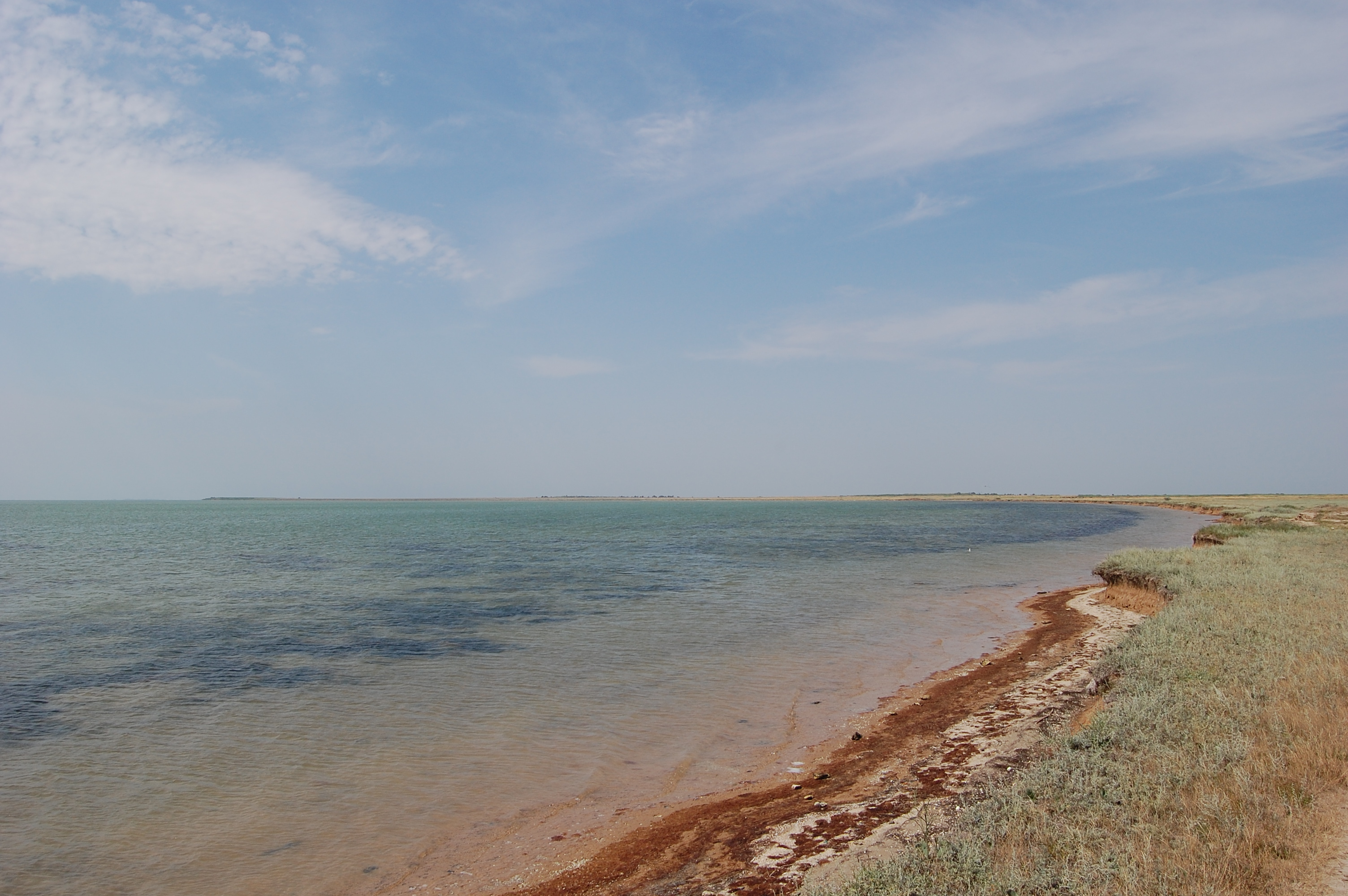
Пляж Сиваша